# Konrád Rudý

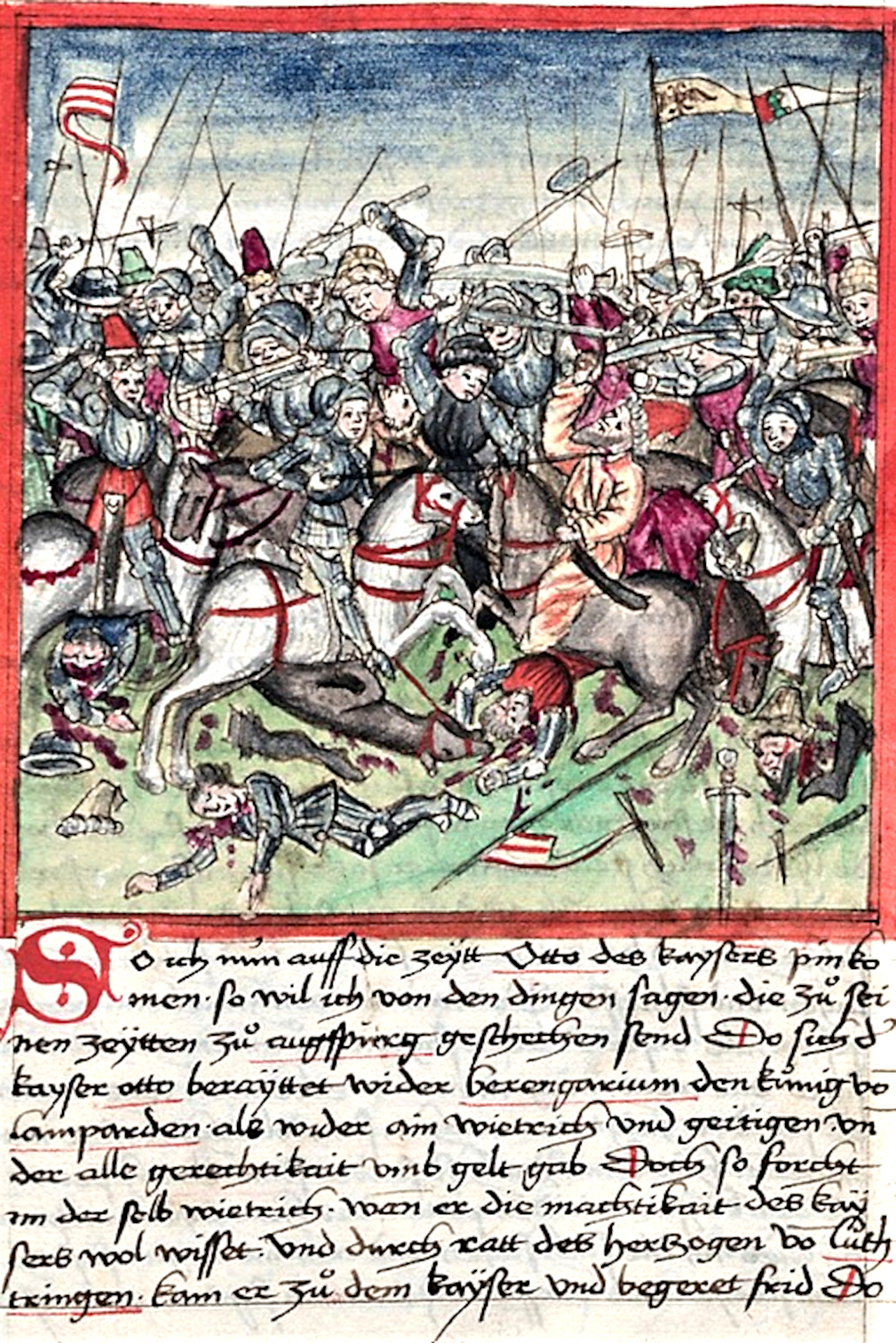
Bitva na Lechu (iluminace z 15. století)

Konrád řečený Rudý (kolem 922 – 10. srpna 955) byl vévodou lotrinským a zetěm pozdějšího císaře Oty I. Konrád byl významnou osobností východofranské říše v polovině 10. století a předkem císařů ze sálské dynastie. Padl v bitvě na Lešském poli proti maďarským nájezdníkům.

## Život
Konrád pocházel z franské hraběcí rodiny, jejíž statky byly v okolí Wormsu. Král Ota I. jej roku 944 jmenoval vévodou lotrinským za zásluhy, které si Konrád získal v boji proti Otovu povstalému bratru Jindřichovi a jeho spojencům, a, chtěje ho pevněji k sobě připoutati, dal mu roku 947 svou dceru Luitgardu za manželku. Konrád se účastnil první Otovy výpravy do Itálie a stal se roku 952 místodržitelem v Pavii. Upadnuv však brzo potom v nemilost královu, jelikož s Berengarem II. učinil nevýhodnou smlouvu, spojil se se svým švagrem Liudolfem Švábským, jenž kul pikle proti otci, a oba se vzbouřili roku 953. Z počátku dařilo se jim dosti dobře, ač Konrád ze svého vévodství byl vypuzen, když se však Konrád roku 954 spojil s Maďary, kteří právě veliký vpád do Německa učinili, spojenci počali se od nich odvraceti a Konrád musil se Otovi poddati; podržel sice své veliké statky rodinné, ale vévodství byl zbaven.
Dne 10. srpna 955, ve svátek svatého Vavřince, padl v boji proti Maďarům u řeky Lech. Podle Vídeňské obrázkové kroniky  z let 1358-1370 (podle Gesta Hungarorum) jej zabil maďarský velitel Lél (Lehel), a to úderem loveckého rohu olifantu do hlavy, jak je vyobrazeno v iniciále kroniky (zde v infoboxu). Údajná vražedná zbraň se dochovala, je to byzantský slonovinový roh a slouží jako atribut maďarského hrdiny v muzeu v Jászberény.  
Konrád po sobě zanechal syna Otu Wormského, potomního vévodu korutanského. Skrze Otu byl Konrád pradědem císaře Konráda II.